# Heather Ford
Heather Ford (sinh ngày 6 tháng 1 năm 1978) là một nghiên cứu, blogger, nhà báo, doanh nhân xã hội và nhà hoạt động mã nguồn mở người Nam Phi. Cô đã làm việc trong lĩnh vực chính sách Internet, luật và quản lý ở Nam Phi, Vương quốc Anh và Hoa Hoa. Cô là người sáng lập Creative Commons Nam Phi. Cô đã nghiên cứu bản chất của quyền lực trong Wikipedia và là một nhà nghiên cứu tại Đại học Leeds.

## Tuổi thơ và giáo dục ban đầu
Ford được sinh ra tại Pietermaritzburg thuộc tỉnh Kwa-Zulu Natal, Nam Phi  vào ngày 6 tháng 1 năm 1978. Cô ấy là nữ sinh hàng đầu tại trường trung học Carter ở Pietermaritzburg và giành giải thưởng về tranh luận, kịch, âm nhạc và học thuật.
Năm 1996, Ford đến Đại học Rhodes để học Cử nhân Báo chí bốn năm chuyên ngành thiết kế truyền thông. Trong thời gian làm việc tại Rhodes, Ford là Biên tập viên Văn hóa và Nghệ thuật cho tờ báo sinh viên của Rhodes, Activate, và đã biểu diễn trong nhiều vở kịch và các bộ phim khiêu vũ. Cô đồng sáng tác và đóng vai chính trong vở kịch Liên hoan nghệ thuật quốc gia: "Trân trọng, màu sắc" vào năm 1997  và đang xem xét một nghề biên đạo múa trước khi cô quyết định tìm việc trong lĩnh vực truyền thông.

## Nghề nghiệp
Sau khi làm việc với tư cách là Giám đốc thông tin số cho tổ chức phi lợi nhuận có trụ sở tại Johannesburg, Viện bầu cử Nam Phi từ năm 2000 đến 2002, cô đã đến Vương quốc Anh để làm việc với Hiệp hội truyền thông tiến bộ, GreenNet  và Privacy International về vận động quyền Internet ở châu Âu.
Năm 2003, cô nhận được học bổng từ Benetech để theo học Đại học Stanford với tư cách là thành viên của Chương trình Tầm nhìn Kỹ thuật số của Reuters. Làm tình nguyện cho Creative Commons khi cô còn ở Stanford, cô quyết định quay trở lại Nam Phi khi kết thúc việc học để bắt đầu Creative Commons Nam Phi  và một chương trình mang tên "Commons-Sense: Hướng tới một Thông tin kỹ thuật số châu Phi" tại Trung tâm liên kết đại học Wits. Cô có chứng chỉ sau đại học về chính sách viễn thông của Đại học Witwatersrand. Trong năm 2006, Heather đồng sáng lập Dự án The Commons châu Phi, một tổ chức phi lợi nhuận của Nam Phi hoạt động trên cộng đồng ở châu Phi.